# エイケンホルスト宮殿

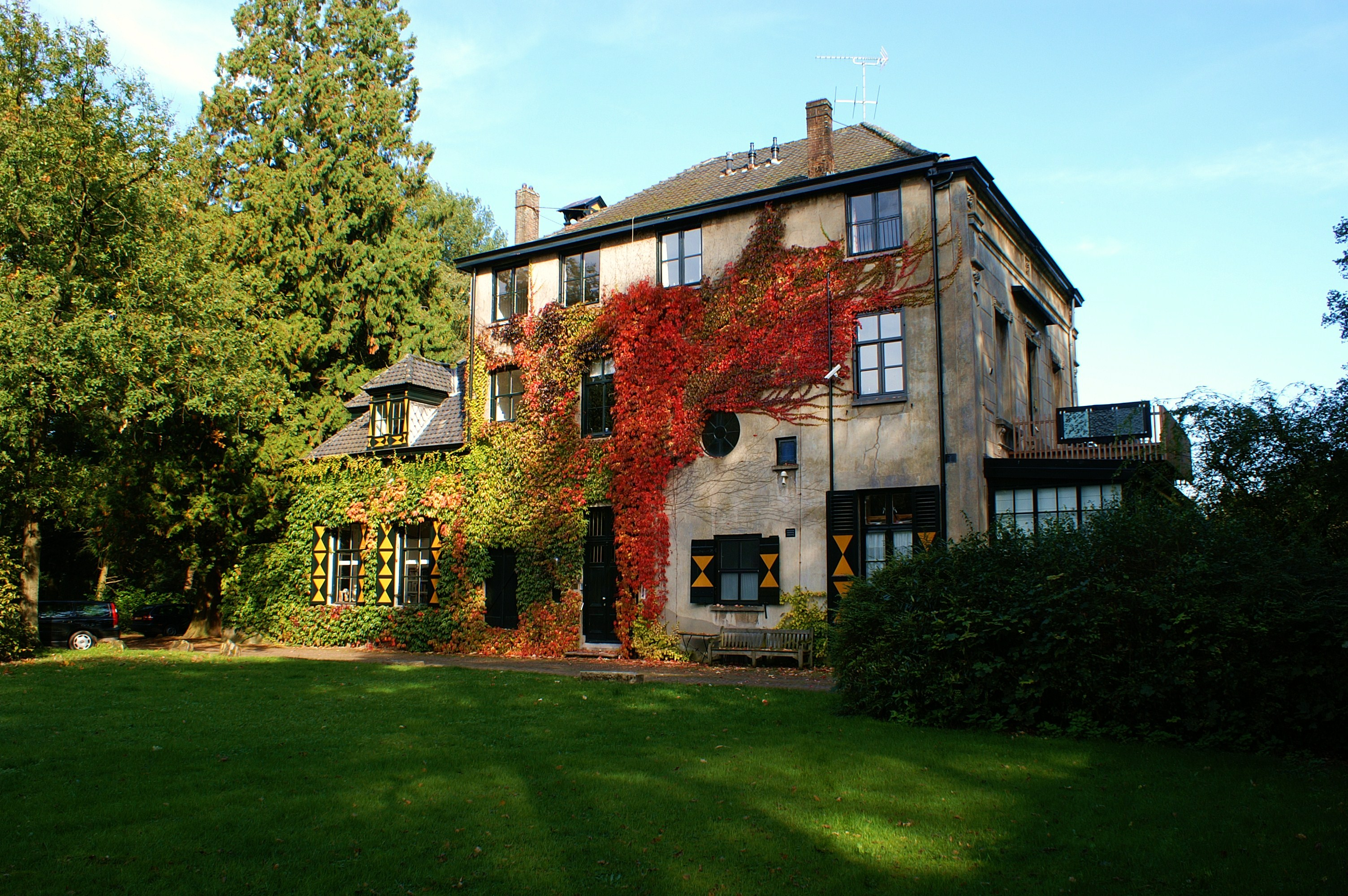
正面

エイケンホルスト宮殿（エイケンホルストきゅうでん、オランダ語：Villa Eikenhorst）はオランダの南ホラント州、ワッセナー市のデ・ホルステン・エステートにある宮殿。オランダ国王ウィレム＝アレクサンダーの別荘である。一般には公開されていない。

## 建築
エイケンホルスト宮殿はクリスティーナ王女の命により1985年から1987年にかけて建てられた宮殿である。建設案が明らかになった1984年当時、自然環境の破壊を恐れる住民などから建設反対の声があがったが、最終的にオランダ王国枢密院の決定により建設が実現した。建物は17世紀のオランダ農家風の様式となっている。

## 住人
クリスティーナ王女が夫のホルヘ・ペレス・イ・ギレルモと離婚した1996年まで、エイケンホルスト宮殿は同一家の居所であった。その後数年間は住人のいない状態が続いたが、2003年にウィレム＝アレクサンダー王太子（当時）一家の居所となった。

## その他
2009年に秋篠宮文仁親王と紀子妃の夫妻がオランダを訪問した際、マクシマ王太子妃（当時）主催の夕食会に出席するため同宮殿を訪れている。